# Дэрико, ой Нар!
Дэрико, ой Нар! (арм. Դերիկո, հոյ Նար) — армянская народная песня-пляска. Выделяется своим редким видом качаний рук — дзернашоро́р (арм. ձեռնաշորոր).
Музыкальный размер — 3/4. Одна плясовая фигура занимает два такта.

## Характеристика
В сборнике «Армянская этнография и фольклор» напечатан один из вариантов песни. Оно было написанно в середине 1898—1914 годов в деревне Коп. Этнограф и фольклористка Раиса Хачатрян в своей статье «Развитие рефрен в армянских народных песенях» в Историко-филологическом журнале приводит в пример песнью — Дэрико, ой Нар!.

## Слова
| Դերիկո, հոյ Նար | Дэрико, ой Нар! |
| Դերիկո, հոյ Նար, Դերիկո, հոյ Նար, Դերիկո ջան, Դերիկոն իմ յար, Խրկել են սար, Դերիկո ջան։ Գավն առա, էլա սարը, Դերիկո, հոյ Նար, Դերիկո ջան։ Չը տեսա Ֆիդան յարը, Դերիկոն իմ յար, Խրկել են սար, Դերիկո ջան։ Ֆիդան յարըս ինձ տվեք, Դերիկո, հոյ Նար, Դերիկո ջան։ Չը քաշեմ ախն ու զարը, Դերիկոն իմ յար, Խրկել են սար, Դերիկո ջան։ | Дэрико, ой Нар, Дэрико, ой Нар. Дэрико джан! Дэрико, йар мою, Послал в горы я, Дэрико джан! Взял кувшин, в горы поднялся, Дэрико, ой Нар, Дэрико джан! С йар Фидан не повидался, Дэрико, йар мою, Послал в горы я, Дэрико джан! Йар Фидан мне отдайте, Дэрико, ой Нар, Дэрико джан! Страдать, вздыхать не заставляйте… Дэрико, йар мою, Послал в горы я, Дэрико джан! |